# 생체 해부

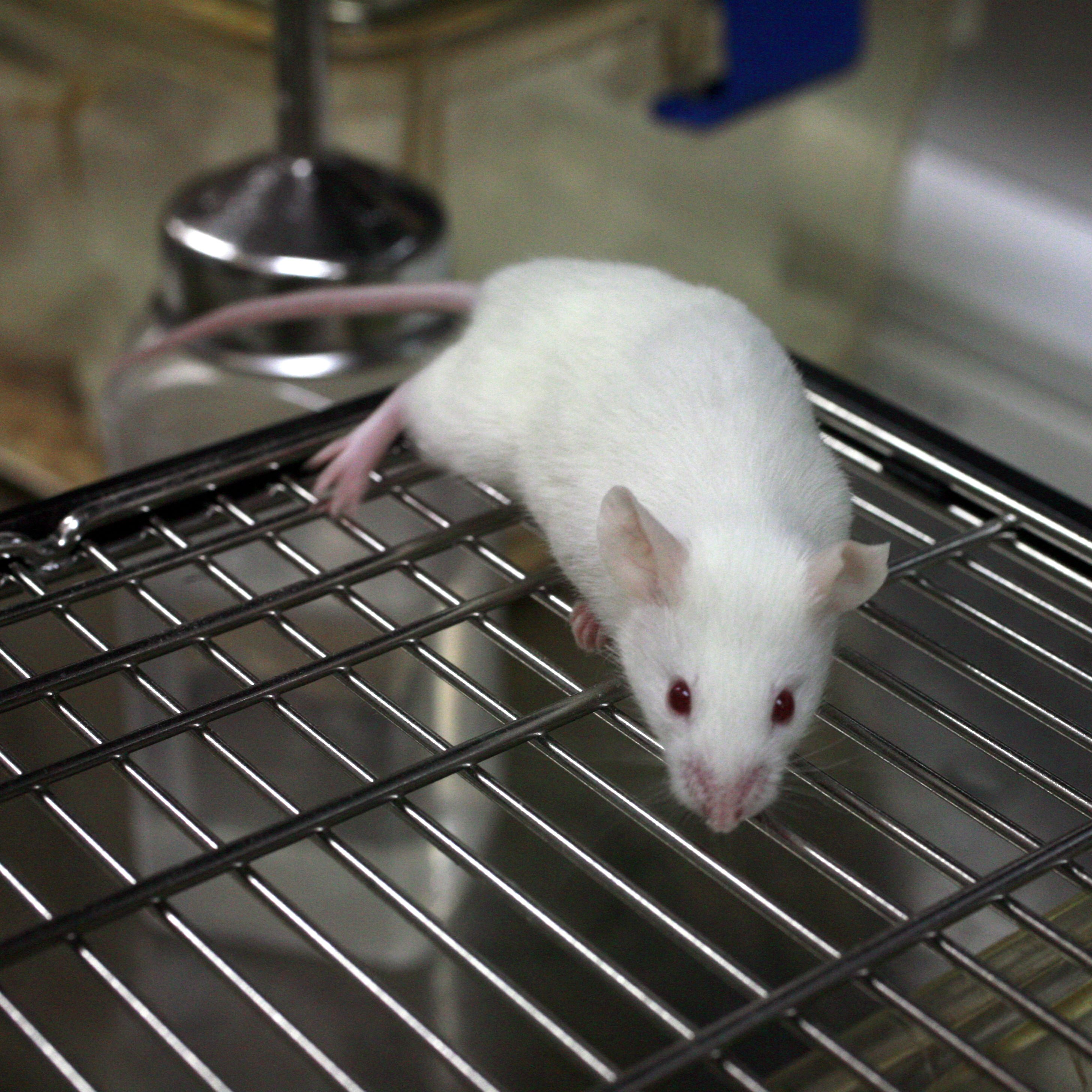
생체 해부의 표본으로 가장 많이 사용되는 생물인 쥐

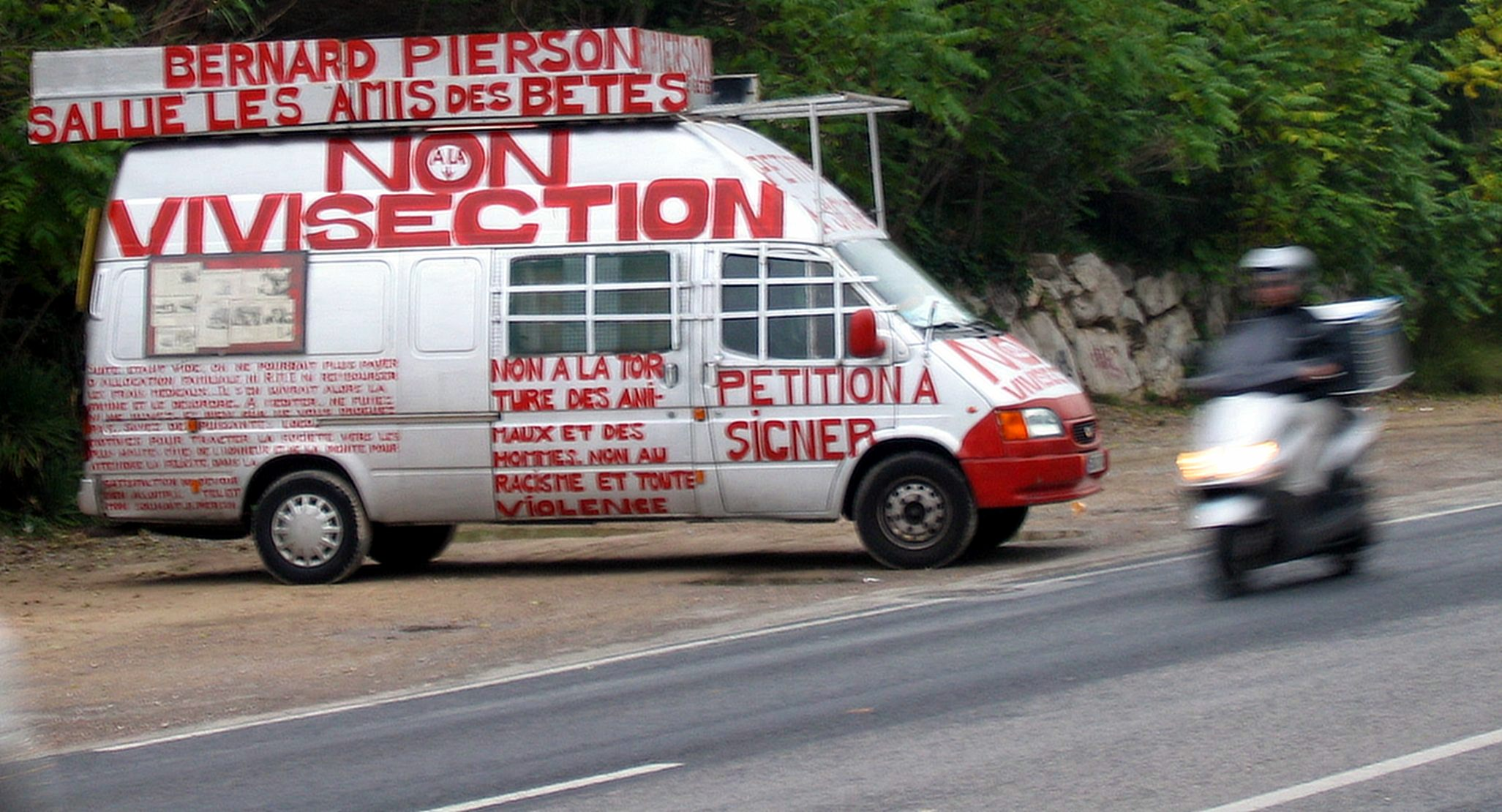
해부 반대 운동가들.

생체 해부(生體解剖, vivisection. 라틴어 vivus '살아있는' 및 sectio '절단'에서 유래.)는 살아있는 유기체, 일반적으로 중추 신경계가 있는 동물에 실험 목적으로 수행되는 수술로 살아있는 내부 구조를 관찰하기 위해 시행한다.
보통 생물학 실험이나 학교 수업 중에 중추 신경계를 가지고 있는 동물들에게 시행한다.

## 같이 보기
- 해부

- 해부 (생물학) (dissection)
- 시범 해부(prosection)

- 동물 실험의 역사
- 인간 대상 연구
- 동물의 권리
- 731 부대
- 《모로 박사의 섬》